# 戈部
戈部，為漢字索引中的部首之一，康熙字典214個部首中的第六十二個（四劃的則為第二個）。在傳統漢字與中文簡化字中，其都被歸為四劃部首。戈部通常是從下、左方均可為部字。且無其他部首可用者將部首歸為戈部。

## 部首單字解釋
1.古代中國的一種兵器。主要使用青銅，橫刃安置在長杺（柄）上，杺根有鐓，持之可橫擊，鈎援，盛行於殷商至戰國時期。見說文。
2.戰爭的代戰。
3.姓。見萬姓統譜 · 三五。
4.春秋時代國名，其他望約在宋國、鄭國之間。
- 補充：「戈」與「戟」皆為一種長柄兵器，然而「戈」的刃為平橫式，與「戟」為叉枝式的刀不同。

## 字形

甲骨文
金文
小篆

## 名稱
- 漢語：戈部　（拼音：gēbù　注音：ㄍㄜ ㄅㄨˋ）
- 日語：
- 朝鲜語：

## 字例
| 除部首外之筆劃 | 字例 -{          |
| -------------- | ---------------- |
| 0              | 戈               |
| 1              | 戊戋戉           |
| 2              | 戌戍戎戏𢦏成     |
| 3              | 㦮㦯我戒戓𢦓     |
| 4              | 㦰㦱㦲戔戕或     |
| 5              | 㦳战             |
| 6              | 㦴㦵㦶戙         |
| 7              | 㦷戚戛戜戝       |
| 8              | 㦸戞戟戦         |
| 9              | 㦹𢧚戠戡戢戣戤戥 |
| 10             | 㦺截戫戬戩戧戨   |
| 11             | 𢨃㦻㦼𢧲戭戮戯   |
| 12             | 戰               |
| 13             | 㦽戲戴           |
| 14             | 戳               |
| 18             | 戵 }-            |